# Liste der Kulturgüter in Beinwil am See
Die Liste der Kulturgüter in Beinwil am See enthält alle Objekte in der Gemeinde Beinwil am See im Kanton Aargau, die gemäss der Haager Konvention zum Schutz von Kulturgut bei bewaffneten Konflikten, dem Bundesgesetz vom 20. Juni 2014 über den Schutz der Kulturgüter bei bewaffneten Konflikten sowie der Verordnung vom 29. Oktober 2014 über den Schutz der Kulturgüter bei bewaffneten Konflikten unter Schutz stehen.
Objekte der Kategorie A und B sind vollständig in der Liste enthalten, Objekte der Kategorie C fehlen zurzeit (Stand: 1. Januar 2023). Unter übrige Baudenkmäler sind weitere geschützte Objekte zu finden, die in der Bau- und Nutzungsordnung der Gemeinde verzeichnet und nicht bereits in der Liste der Kulturgüter enthalten sind.

## Kulturgüter
| Foto |                                                                                   | Objekt                                                 | Kat. | Typ | Standort                                           | Beschreibung |
| ---- | --------------------------------------------------------------------------------- | ------------------------------------------------------ | ---- | --- | -------------------------------------------------- | --- |
| ja   | Datei hochladen · Wikidata zu Ägelmoos (Q2894013)                                 | Ägelmoos KGS-Nr.: 09533                                | A    | F   | Ägelmoos 658106 / 236483                           | Bronzezeitliche Seeufersiedlung, Teil des UNESCO-Welterbes «Prähistorische Pfahlbauten um die Alpen». |
| ja   | Datei hochladen · Wikidata zu Reformierte Kirche Beinwil am See (Q2136838)        | Evangelisch-reformierte Kirche KGS-Nr.: 15196          | A    | G   | Kirchstrasse 29 657582 / 235746                    | 1934/35 von Armin Meili erbautes Kirchengebäude im Stil des Neuen Bauens. Flach geneigte Satteldächer und schlichte Kunststeingliederungen vereinheitlichen die verputzten, klar strukturierten Baukuben. Kirchturm mit Spitzhelm und Engelsbekrönung. |
| BW   | Datei hochladen · Wikidata zu Speicher Nr. 44 (Q29575665)                         | Speicher Nr. 44 KGS-Nr.: 15192                         | B    | G   | Brunwil 10 667320 / 231610                         | |
| BW   | Datei hochladen · Wikidata zu Bauernhaus (ehemaliges Oberes Zollhaus) (Q29575653) | Bauernhaus (ehemaliges Oberes Zollhaus) KGS-Nr.: 15193 | B    | G   | Feldstrasse 2 657710 / 235067                      | |
| BW   | Datei hochladen · Wikidata zu Hochstudhaus (Q29575660)                            | Hochstudhaus KGS-Nr.: 15194                            | B    | G   | Seestrasse 11 657853 / 235826                      | |
| ja   | Datei hochladen · Wikidata zu Gasthof zum Löwen (Q29575658)                       | Gasthof "Zum Löwen" mit Theatersaal KGS-Nr.: 15195     | B    | G   | Löwenplatz 1 657831 / 235315                       | |
| ja   | Datei hochladen · Wikidata zu Römisch-katholische Pfarrkirche (Q29575663)         | Römisch-katholische Pfarrkirche KGS-Nr.: 15197         | B    | G   | Krienzstrasse 3.1 / Löwenplatz 1.2 657820 / 235234 | 1963/64 durch Hanns Anton Brütsch erstellt. |
| BW   | Datei hochladen · Wikidata zu Wochenendhaus (Q29575667)                           | Wochenendhaus KGS-Nr.: 15198                           | B    | G   | Müseigenstrasse 43.6 658972 / 234219               | 1935 in der Hallwilerseebucht durch Paul Artaria erstellt. |
| BW   | Datei hochladen · Wikidata zu Mutte (Q116727563)                                  | Mutte KGS-Nr.: 16881                                   | B    | F   | am Seeufer 658550 / 235449                         | Jungsteinzeitliche Seeufersiedlung |

## Übrige Baudenkmäler
| ID  | Foto |                                                                  | Objekt                                          | Typ | Standort                           | Beschreibung |
| --- | ---- | ---------------------------------------------------------------- | ----------------------------------------------- | --- | ---------------------------------- | ------------ |
| 901 | ja   | Datei hochladen · Wikidata zu Bahnhof Beinwil am See (Q31444755) | Stationsgebäude (1894)                          | G   | Löwenplatz 15 657778 / 235435      |              |
| 902 | ja   | Datei hochladen                                                  | Alte Turnhalle (1909)                           | G   | Plattenstrasse 1.1 657982 / 235388 |              |
| 904 | ja   | Datei hochladen                                                  | Fabrikantenvilla im Park (1926/27)              | G   | Luzernerstrasse 6 657918 / 235232  |              |
| 907 | ja   | Datei hochladen                                                  | Tabakscheune (1865)                             | G   | Luzernerstrasse 12 657951 / 235220 |              |
| 908 | ja   | Datei hochladen                                                  | Alte Wollspinnerei (1835)                       | G   | Plattenstrasse 3 657939 / 235413   |              |
| 912 | ja   | Datei hochladen                                                  | Hochstudhaus «Hübel» (frühes 18. Jh.)           | G   | Rankstrasse 41, 43 658150 / 235436 |              |
| 913 | ja   | Datei hochladen                                                  | Wohnhaus (18. Jh.)                              | G   | Seestrasse 57 658216 / 235568      |              |
| 914 | ja   | Datei hochladen                                                  | Hochstudhaus (17./18. Jh.)                      | G   | Seestrasse 59 658233 / 235573      |              |
| 915 | ja   | Datei hochladen                                                  | Hochstudhaus «Chrosihuus» (1784)                | G   | Hombergstrasse 23 657622 / 235481  |              |
| 916 | BW   | Datei hochladen                                                  | Hochstudhaus (1793)                             | G   | Hombergstrasse 18 657684 / 235444  |              |
| 917 | BW   | Datei hochladen                                                  | Ehemaliges Unteres Zollhaus (2. Hälfte 18. Jh.) | G   | Gässli 2 658077 / 235151           |              |
| 920 | BW   | Datei hochladen                                                  | Hochstudhaus (frühes 18. Jh.)                   | G   | Zihlstrasse 17 657259 / 235455     |              |
| 921 | BW   | Datei hochladen                                                  | Tabakfabrik «Bäumli» (2. Hälfte 19. Jh.)        | G   | Luzernerstrasse 19 657997 / 235225 |              |
| 922 | BW   | Datei hochladen                                                  | Künstleratelier GSMBA (1920/30)                 | G   | Rankstrasse 45 658151 / 235464     |              |
| 923 | BW   | Datei hochladen                                                  | diverse Bootshäuser                             | G   | am Hallwilersee 658498 / 235586    |              |
| 924 |      | Datei hochladen                                                  | 2 Grenzsteine (1600/1734)                       | G   | Kantonsgrenze Luzern               |              |

Legende: Siehe Legende der Liste der Kulturgüter von nationaler und regionaler Bedeutung. Anstelle der KGS-Nummer wird als Objekt-Identifikator (ID) die Inventar- oder Gebäudenummer in der Bau- und Nutzungsordnung der Gemeinde verwendet.